# Secretaria do Tesouro Nacional
Secretaria do Tesouro Nacional (STN) é um órgão da administração pública direta, integrante do organograma do Ministério da Fazenda do Brasil. Foi criada em 10 de março de 1986 pelo Decreto nº 92.452, no governo do presidente José Sarney e do ministro Dilson Funaro.

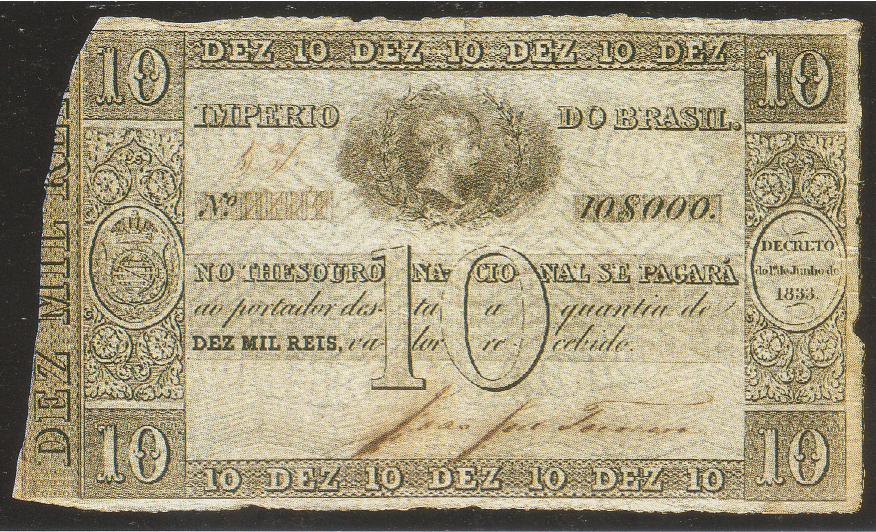
Uma emissão do antigo Tesouro Nacional do Brasil em 1833.

Trata da administração financeira e da contabilidade federal, além de exercer atividades relacionadas à emissão e implementação de operações envolvendo os títulos da dívida pública do país. Também é responsável por realizar o recolhimento de impostos e contribuições para a Receita Federal do Brasil (RFB), além do recolhimento de quaisquer outros recursos que venham a ingressar na "Conta Única do Tesouro Nacional".
Também é responsável pelo Finbra (Finanças do Brasil), relatório das informações sobre despesas e receitas de cada município brasileiro. 

## Regimento interno
A organização do órgão é regida pelo  Regimento Interno da Secretaria do Tesouro Nacional que foi oficializado pela Portaria nº 579, de 27 de dezembro de 2017, publicada no Diário Oficial da União de  29 de dezembro de 2017.

### Organograma
A Secretaria do Tesouro Nacional está dividida nas seguintes Subsecretarias:
- Subsecretaria de Riscos, Controles e Conformidade (SURIC)
- Subsecretaria de Contabilidade Pública (SUCON)
- Subsecretaria de Planejamento Estratégico da Política Fiscal (SUPEF)
- Subsecretaria de Gestão Fiscal (SUGEF)
- Subsecretaria da Dívida Pública (SUDIP)
- Subsecretaria de Relações Financeiras Intergovernamentais (SURIN)
- Subsecretaria de Assuntos Corporativos (SUCOP)

## Secretários
Estes foram os secretários do Tesouro Nacional:
| Nº | Secretário                           | Início            | Término           | Ministro da Fazenda (indicação) | Presidente (indicação)    |
| -- | ------------------------------------ | ----------------- | ----------------- | ------------------------------- | ------------------------- |
| 1  | Andrea Sandro Calabi                 | março de 1986     | fevereiro de 1988 | Dilson Funaro                   | José Sarney               |
| 2  | Paulo Ximenes                        | fevereiro de 1988 | março de 1988     | Maílson da Nóbrega              | José Sarney               |
| 3  | Luiz Antônio Andrade Gonçalves       | março de 1988     | março de 1990     | Maílson da Nóbrega              | José Sarney               |
| 4  | Roberto Figueiredo Guimarães         | março de 1990     | outubro de 1992   | Zélia Cardoso de Mello          | Fernando Collor de Mello  |
| 5  | Murilo Portugal Filho                | outubro de 1992   | novembro de 1996  | Gustavo Krause                  | Itamar Franco             |
| 6  | Eduardo Augusto de Almeida Guimarães | novembro de 1996  | junho de 1999     | Pedro Malan                     | Fernando Henrique Cardoso |
| 7  | Fabio de Oliveira Barbosa            | julho de 1999     | abril de 2002     | Pedro Malan                     | Fernando Henrique Cardoso |
| 8  | Eduardo Guardia                      | maio de 2002      | dezembro de 2002  | Pedro Malan                     | Fernando Henrique Cardoso |
| 9  | Joaquim Levy                         | janeiro de 2003   | março de 2006     | Antonio Palocci                 | Luiz Inácio Lula da Silva |
| 10 | Carlos Kawall                        | abril de 2006     | dezembro de 2006  | Antonio Palocci                 | Luiz Inácio Lula da Silva |
| 11 | Tarcísio José Massote de Godoy       | dezembro de 2006  | junho de 2007     | Guido Mantega                   | Luiz Inácio Lula da Silva |
| 12 | Arno Hugo Augustin Filho             | junho de 2007     | dezembro de 2014  | Guido Mantega                   | Luiz Inácio Lula da Silva |
| 12 | Arno Hugo Augustin Filho             | junho de 2007     | dezembro de 2014  | Guido Mantega                   | Dilma Rousseff            |
| 13 | Marcelo Saintive                     | janeiro de 2015   | dezembro de 2015  | Joaquim Levy                    |                           |
| 14 | Otávio Ladeira                       | dezembro de 2015  | junho de 2016     | Nelson Barbosa                  |                           |
| 15 | Ana Paula Vescovi                    | junho de 2016     | abril de 2018     | Henrique Meirelles              | Michel Temer              |
| 16 | Mansueto Almeida                     | abril de 2018     | dezembro de 2018  | Eduardo Guardia                 | Michel Temer              |
| 16 | Mansueto Almeida                     | janeiro de 2019   | julho de 2020     | Paulo Guedes                    | Jair Bolsonaro            |
| 17 | Bruno Funchal                        | julho de 2020     | maio de 2021      | Paulo Guedes                    | Jair Bolsonaro            |
| 18 | Jeferson Bittencourt                 | maio de 2021      | outubro de 2021   | Paulo Guedes                    | Jair Bolsonaro            |
| 19 | Paulo Fontoura Valle                 | outubro de 2021   | dezembro de 2022  | Paulo Guedes                    | Jair Bolsonaro            |
| 20 | Rogério Ceron                        | janeiro de 2023   | —                 | Fernando Haddad                 | Luiz Inácio Lula da Silva |

## Tesouro Direto
Tesouro Direto é um programa da Secretaria do Tesouro Nacional do Brasil implementado em 7 de janeiro de 2002 em parceria com a B3 (antiga BM&FBOVESPA) e que possui o intuito de democratizar a compra e venda de títulos públicos federais por pessoas físicas por meio da internet.

## Prêmio Tesouro Nacional
O Prêmio Tesouro Nacional foi criado em 1996, como parte das comemorações do aniversário de 10 anos da Secretaria. Sua finalidade é expandir as fronteiras do conhecimento em finanças públicas, promovendo a normalização de temas específicos quando tratados consistentemente pela pesquisa científica.

## Publicações

### Manual de Contabilidade Aplicada ao Setor Público
O Manual de Contabilidade Aplicada ao Setor Público (MCASP) visa colaborar com o processo de elaboração e execução do orçamento, além de contribuir para resgatar o objeto da contabilidade como ciência, que é o patrimônio. Com isso, a contabilidade poderá atender a demanda de informações requeridas por seus usuários, possibilitando a análise de demonstrações contábeis adequadas aos padrões internacionais, sob os enfoques orçamentário e patrimonial, com base em um Plano de Contas Nacional.

### Manual de Demonstrativos Fiscais
O Manual de Demonstrativos Fiscais (MDF) reúne regras de harmonização a serem observadas, de forma permanente, pela Administração Pública para a elaboração do Anexo de Riscos Fiscais (ARF), do Anexo de Metas Fiscais (AMF), do Relatório Resumido da  execução Orçamentária (RREO) e do Relatório de Gestão Fiscal (RGF), e define orientações metodológicas, consoante os parâmetros definidos pela Lei de Responsabilidade Fiscal (LRF).

### Manual de Informações de Custos
O Manual de Informações de Custos (MIC) apresenta conceitos básicos de custos aplicados ao setor público, relata a experiência da União na criação Sistema de Informações de Custos do Governo Federal (SIC), aborda aspectos operacionais básicos sobre acesso e utilização do SIC e descreve etapas recomendadas no processo de implantação da mensuração e avaliação de custos no âmbito de cada órgão.

## Sistemas
No desempenho de suas atribuições, o Tesouro Nacional administra os seguintes sistemas:
- CAUC[17]
- SADIPEM[18]
- SIAFI[19]
- Sahem[20]
- SIADS[21]
- Siconfi[22]
- SISGRU[23]

### SIAFI
Sistema Integrado de Administração Financeira do Governo Federal – SIAFI é um sistema contábil que tem por finalidade realizar todo o processamento, controle e execução financeira, patrimonial e contábil do governo federal brasileiro. O sistema foi desenvolvido pelo Serviço Federal de Processamento de Dados (Serpro). Foi implantado oficialmente no ano de 1987. Até o ano de 1986 o governo federal convivia com uma série de problemas de natureza administrativa inviabilizando a correta aplicação dos recursos públicos. Uma das principais vantagens do Siafi é a descentralização da entrada, consulta, execução orçamentária, financeira e patrimonial da União, isto com a supervisão da Secretaria do Tesouro Nacional.

### Siconfi
O Sistema de Informações Contábeis e Fiscais do Setor Público Brasileiro (Siconfi) é destinado ao recebimento de informações contábeis, financeiras e de estatísticas fiscais oriundas de um universo que compreende 5.570 municípios, 26 estados, o Distrito Federal e a União.